# François Pérusse
Pour les articles homonymes, voir Pérusse.
 (décembre 2016).
Si vous disposez d'ouvrages ou d'articles de référence ou si vous connaissez des sites web de qualité traitant du thème abordé ici, merci de compléter l'article en donnant les références utiles à sa vérifiabilité et en les liant à la section « Notes et références ».
François Pérusse, né le 8 octobre 1960 à Québec, est un humoriste, bassiste, chanteur et acteur québécois.
Il est notamment célèbre pour ses sketchs humoristiques et radiophoniques où il manie le non-sens et les jeux de mots. Ses sketches les plus connus sont ceux de la série Les Deux Minutes du peuple, dont le sens comique repose principalement sur des voix passées à des vitesses plus ou moins accélérées, des enchaînements de calembours, de courtes parodies et des chansons.

## Biographie

### Jeunesse
François Pérusse naît à Québec, d'Adélard et  Charlotte Pérusse. Il fait l'école buissonnière très jeune et démontre un grand intérêt pour la musique et l'humour.
À l'âge de 17 ans, il se voit offrir une basse par son frère, Marc Pérusse, et rejoint un groupe de jazz. Ses talents de bassiste le conduisent à jouer pour des artistes québécois de renom, dont Jean Leloup et Luc De Larochellière (sur l'album Sauvez mon âme). En parallèle de son travail dans un magasin de musique, il s'initie à la radio sur les ondes de CKRL (radio communautaire de Québec) où il travaille pendant près de douze ans.

### Carrière
En 1990, François Pérusse réalise une publicité pour l'album Sauvez mon âme de Luc De Larochellière. Cette capsule publicitaire humoristique suggère que le disque de Larochellière permet d'entendre, si on le fait jouer à l'envers, des messages subliminaux diaboliques : cela attire l'attention de la station CKOI-FM qui l'embauche pour créer le programme Les Deux Minutes du peuple.
En 1991, il fait un saut au petit écran dans le rôle d’homme-orchestre et de spiceman[Quoi ?] pour le quiz musical Rockambolesque à MusiquePlus. Il lance son premier album, L'Album du Peuple Tome 1, qui se vend à plus de 80 000 exemplaires. Fort de cette expérience, il réalise par la suite dix autres Albums du peuple au Québec (plus L'Album Pirate, essentiellement un Album du peuple sans nom et numéro, sorti entre les Tomes 5 et 6).
Il se diversifie par la suite : il sort deux albums pour la France (remplaçant son accent québécois d'origine par l'accent parisien pour les disques vendus en France) simultanément en Europe et au Québec. Il participe également à des émissions à la télévision québécoise. Il se joint aux Bleu Poudre comme directeur musical et bruiteur pour l'émission Taquinons la planète (télévision de Radio-Canada). Il joue et chante dans quelques clips, dont Hutchison Fairmount et Gouri Glogenflobish. Il porte son concept de sketchs radiophoniques à la télévision, avec d'une part Le JourNul de François Pérusse (1999-2001) puis, à partir de 2006 sous le titre On s'écoute parler sur réseau TVA/LCN (La chaîne info de TVA) et La série du peuple (2000) sur TVA.
Il est diffusé en France pour la première fois au début des années 1990 sur la radio France Inter dans l'émission Audimatraquage. En 1996, il participe à l'émission Le Morning d'Arthur sur Europe 2.
Au cours de sa carrière, il s'est illustré à de nombreuses reprises. Outre ses performances vocales et humoristiques, il a été récompensé par plusieurs prix Félix et plusieurs prix Gémeaux, sans compter plusieurs prix au Gala des Olivier.
Les Deux Minutes du peuple sont aussi diffusées quotidiennement de manière inédite, sous forme de « capsules » en français québécois sur la radio québécoise Énergie, et en français de France sur les radios françaises Europe 2 puis Rire et Chansons, ainsi que Couleur 3 en Suisse romande. Depuis les années 1990, il est aussi diffusé sur les ondes de CIPC 99,1 sur la Côte-Nord. Depuis son retour à la radio au début des années 2000, les stations CHLC-FM à Baie-Comeau et CHOE-FM à Matane diffusent Les Deux Minutes du peuple.
En complément de ses capsules radiophoniques, il participe à plusieurs campagnes publicitaires humoristiques. En 1994, il crée des publicités radio pour Petro-Canada. Très populaires, celles-ci remportent le Mondial Or et le Grand prix de L'ACCT au Mondial de la publicité à Marrakech. À partir de 2004, il participe aux publicités pour la marque Oasis.
En 2006, il crée les montages audio du tout dernier spectacle du Cirque du Soleil en hommage aux Beatles, Love, spectacle permanent basé à Las Vegas. Pour ce faire, il écoute les discussions enregistrés en studio entre les quatre musiciens et les monte pour en faire des textes cohérents et humoristiques. Ces extraits sont joués lors du spectacle tandis que les silhouettes des Beatles, joués par des acteurs, sont projetés en ombres chinoises.
En 2011, il écrit et réalise Pérusse Cité, une comédie animée dont la diffusion débute le 19 mars 2012 sur Radio Canada. La série se termine le 9 octobre 2013 après deux saisons et 23 épisodes.
De 2014 à 2017, dans le cadre de l'émission L'Antichambre présentée sur RDS, il produit des capsules humoristiques intitulées La Tite chambre dans laquelle il rajoute sa voix sur des images de personnalités sportives ou des animateurs du réseau.
En 2016, il met fin aux Deux Minutes du peuple et retourne à CKOI-FM pour y lancer Pérusse Express, qui traite de sujets d'actualité jusqu'en 2017.
En 2018, il retourne à Énergie pour lancer Fréquence Pérusse où il réalise chaque jour plusieurs capsules plus courtes, espacées régulièrement dans la programmation du matin. La même année, il accepte de se laisser caricaturer par le bédéiste Luca Jalbert de Lévis afin d'apparaître le temps d'une case du 6e tome de la série Les aventures de Fonck et Ponck intitulé « La tour du diable ». La série, qui fête alors ses 20 ans, s'offre la tête d'une douzaine de personnalités artistiques en les impliquant dans l'intrigue ou en leur faisant un simple clin d’œil.
L'Album du peuple - Tome XI est lancé le 24 novembre 2020
En février 2022, il lance La Radio du Peuple sur son site et un mini-album appelé Le EP du Peuple - Numéro 1 en même temps.

### Vie privée
Après une première liaison avec la chanteuse Annette Campagne du groupe Hart-Rouge, puis un premier mariage avec Diane Abran, alors animatrice d'InfoPub, et une séparation en 2006, il est désormais marié à Mélanie Yale avec qui il a eu deux fils, Frédéric et Jacob.

## Radio
| Titre                   | Année        | Rôle        | Diffuseur                                         | Pays     | Note                           |
| ----------------------- | ------------ | ----------- | ------------------------------------------------- | -------- | ------------------------------ |
| Yé Trop d'Bonne Heure   | 1990 et 1994 | Chroniqueur | CKOI-FM                                           | Canada   | Début des 2 Minutes du peuple. |
| Les 2 Minutes du peuple | 1992         | Animateur   | CKOI-FM                                           | Canada   |                                |
| Le Point J              | 1994         | Animateur   | CHOI-FM                                           | Canada   |                                |
| Le Retour du peuple     | 1994         | Animateur   | CKOI-FM                                           | Canada   |                                |
| Les 2 Minutes du peuple | 1996-2012    | Animateur   | Europe 2 (1996-2000) Rire et Chansons (2001-2012) | France   |                                |
| Les 2 Minutes du peuple | 1998-2008    | Animateur   | Joker fm                                          | Belgique |                                |
| Les 2 Minutes du peuple | 2002-2012    | Animateur   | Couleur 3                                         | Suisse   |                                |
| Les 2 Minutes du peuple | 2002-2015    | Animateur   | Énergie                                           | Canada   | Retour au Québec               |
| Pérusse Express         | 2016-2017    | Animateur   | Réseau Cogeco                                     | Canada   |                                |
| Fréquence Pérusse       | depuis 2018  | Animateur   | Énergie                                           | Canada   |                                |

## Discographie

### Albums
| Année | Titre                                          | Certification                      | Note |
| ----- | ---------------------------------------------- | ---------------------------------- | --- |
| 1991  | L'Album du Peuple - Tome 1                     | MC : Platine (100 000 exemplaires) | Sources musicales : - La Bolduc du jour : parodie de La Bolduc - Mon vieux est jaloux. - Hymne au printemps II : parodie de Enigma - Sadeness Part 1 - Le reggae du pourri : parodie de Shabba Ranks feat. Crystal - Twice my age et Jacques Brel - Le Moribond - Dites-le avec une chanson : parodie de Chris Isaak - Wicked games                                                                            |
| 1992  | L'Album du Peuple - Tome 2                     | MC : Platine (100 000 exemplaires) | Sources musicales : - Black Fernand : parodie de Led Zeppelin - Black Dog - Montréal : parodie de Robert Charlebois - Te v'là - Mon prof de gym : parodie de Technotronic - Pump up the jam - T'es au bat boy : parodie de Midi, Maxi & Efti (en) - Bad Bad Boys - Guy y'a un bicycle jaune : parodie de Billy Paul - Me and Mrs. Jones - Brouillard sur le cimetière : parodie de Hugues Aufray - Hasta luego |
| 1994  | L'Album du Peuple - Tome 3                     | MC : Platine (100 000 exemplaires) | |
| 1995  | L'Album du Peuple - Tome 4 (Final)             | MC : Platine (100 000 exemplaires) | |
| 1996  | L'Album du Peuple - Tome 5 (La Poursuite)      | MC : Platine (100 000 exemplaires) | |
| 1997  | L'Album du Peuple - Volume 1 (Made for France) | MC : Or (50 000 exemplaires)       | Album sorti en France sous le label Universal Music France. |
| 2002  | L'Album du Peuple - Volume 2 (Made for France) |                                    | Album sorti en France sous le label Universal Music France. |
| 2002  | L'Album Pirate                                 | MC : Platine (100 000 exemplaires) | Dinde Rotie : parodie de Madonna - Erotica |
| 2003  | L'Album du Peuple - Tome 6                     |                                    | |
| 2007  | L'Album du Peuple - Tome 7                     | MC : Platine (100 000 exemplaires) | |
| 2011  | L'Album du Peuple - Tome 8                     |                                    | |
| 2013  | L'Album du Peuple - Tome 9                     |                                    | |
| 2015  | L'Album du Peuple - Tome 10                    |                                    | |
| 2017  | Best Ove !                                     |                                    | |
| 2020  | L'Album du Peuple - Tome XI                    |                                    | |

## Collaborations
- 1990 : Sauvez mon âme de Luc De Larochellière - Joue la basse électrique sur tout l'album avec son frère Marc Pérusse qui produit l'album en plus de jouer les guitares et les claviers.

- 1993 : Los Angeles de Luc De Larochellière - Joue la basse sur la chanson Kunidé.

### DVD
| Année | Titre                   | Note                                                                            |
| ----- | ----------------------- | ------------------------------------------------------------------------------- |
| 2004  | Le DVD du Peuple        | DVD double des meilleurs moments des émission La Série du Peuple et Le JourNul. |
| 2012  | Pérusse Cité - saison 1 |                                                                                 |
| 2013  | Pérusse Cité - saison 2 |                                                                                 |

## Filmographie

### Cinéma
- 2018 : Les Scènes fortuites de Guillaume Lambert : narrateur / Claude Dutremble
- 2022 : Niagara de Guillaume Lambert : Alain Lamothe

### Télévision
| Titre                | Année       | Rôle                           | Diffuseur    | Note                                                |
| -------------------- | ----------- | ------------------------------ | ------------ | --------------------------------------------------- |
| Rockambolesque       | 1991        | Homme orchestre                | MusiquePlus  | Quiz                                                |
| Taquinons la planète | 1992        | Trame sonore, apparitions      | Radio-Canada |                                                     |
| Taquinons 94         | 1994        |                                | TQS          |                                                     |
| Le JourNul           | 1999 à 2001 | Scénario, voix des personnages | TVA          |                                                     |
| La Série du Peuple   | 2000        | Scénario, voix des personnages | TVA          | Série exportée à l’étranger                         |
| On s'écoute Parler   | 2006        | Scénario, voix des personnages | TVA          |                                                     |
| Pérusse Cité         | 2012-2013   | Scénario, voix, musique et son | Radio-Canada |                                                     |
| L'Antichambre        | 2014-2017   | Doubleur                       | RDS          | Auteur de la chronique humoristique La Tite Chambre |

### Publicités
| Année       | Marque       | Pays   | Note                                         |
| ----------- | ------------ | ------ | -------------------------------------------- |
| 1995        | Pétro-Canada | Canada | Publicité télévisée et à la radio            |
| 2004        | Pétro-Canada | Canada | En relation avec les jeux olympiques d'été   |
| 2005        | Oasis        | France |                                              |
| 2006        | Pétro-Canada | Canada | En relation avec les jeux olympiques d'hiver |
| 2009        | Oasis        | France |                                              |
| depuis 2016 | Olymel       | Canada | Voix de « Oly et Mel »                       |

## Lauréats et nominations

### Gala de l'ADISQ

#### artistique
| Année | Catégorie                                              | Pour                                         | Résultat   |
| ----- | ------------------------------------------------------ | -------------------------------------------- | ---------- |
| 1992  | album de l'année - humour                              | L'album du peuple                            | lauréat    |
| 1992  | album de l'année - meilleur vendeur                    | L'album du peuple                            | nomination |
| 1993  | album de l'année - humour                              | L'album du peuple tome 2                     | lauréat    |
| 1993  | album de l'année - meilleur vendeur                    | L'album du peuple tome 2                     | nomination |
| 1996  | album de l'année - humour                              | L'album du peuple final - tome 4             | lauréat    |
| 1996  | album de l'année - meilleur vendeur                    | L'album du peuple final - tome 4             | nomination |
| 1997  | album de l'année - humour                              | L'album du peuple tome 5 - La poursuite      | lauréat    |
| 1997  | album de l'année - meilleur vendeur                    | L'album du peuple tome 5 - La poursuite      | nomination |
| 1998  | album de l'année - humour                              | L'album du peuple - volume 1 Made for France | lauréat    |
| 1998  | artiste québécois s'étant le plus illustré hors Québec | François Pérusse                             | nomination |
| 2003  | album de l'année - humour                              | L'album pirate                               | lauréat    |
| 2003  | album de l'année - meilleur vendeur                    | L'album pirate                               | nomination |
| 2008  | album de l'année - humour                              | L'album du peuple - Tome 7                   | lauréat    |
| 2008  | album de l'année - meilleur vendeur                    | L'album du peuple - Tome 7                   | nomination |
| 2012  | album de l'année - meilleur vendeur                    | L'album du peuple - Tome 8                   | nomination |
| 2012  | album ou dvd de l'année - humour                       | L'album du peuple - Tome 8                   | lauréat    |
| 2014  | album de l'année - meilleur vendeur                    | L'album du peuple - Tome 9                   | nomination |
| 2014  | album ou dvd de l'année - humour                       | L'album du peuple - Tome 9                   | nomination |
| 2016  | album de l'année - meilleur vendeur                    | L'album de peuple - Tome 10                  | lauréat    |
| 2016  | album ou dvd de l'année - humour                       | L'album de peuple - Tome 10                  | lauréat    |
| 2018  | album ou dvd de l'année - humour                       | Best ove                                     | lauréat    |

#### industriel
| Année | Catégorie                        | Pour                                                                                       | Résultat   |
| ----- | -------------------------------- | ------------------------------------------------------------------------------------------ | ---------- |
| 1996  | réalisateur de disque de l'année | François Pérusse et Marc Pérusse pour L'album du peuple final - tome 4 de François Pérusse | nomination |

### Prix Gémeaux
- 5 Gémeaux pour Le Spécial du peuple, Le JourNul, La Série du peuple et Pérusse Cité.[réf. souhaitée]

### Prix Juno[37]
| Année | Catégorie                       | Pour                                         | Résultat   |
| ----- | ------------------------------- | -------------------------------------------- | ---------- |
| 1992  | album francophone le plus vendu | L'album du peuple                            | nomination |
| 1994  | album francophone le plus vendu | L'album du peuple tome 2                     | lauréat    |
| 1999  | album francophone le plus vendu | L'album du peuple - volume 1 Made for France | nomination |

### Gala Les Olivier[38]
| Année | Catégorie                                            | Pour                                                                      | Résultat   |
| ----- | ---------------------------------------------------- | ------------------------------------------------------------------------- | ---------- |
| 2005  | album d'humour de l'année                            | L'album du peuple - Tome 6                                                | lauréat    |
| 2005  | dvd d'humour de l'année                              | Le DVD du peuple                                                          | nomination |
| 2005  | émission humoristique à la radio                     | C't'encore drôle (avec Mitsou Gélinas, Pierre Pagé et Éric Salvail)       | nomination |
| 2005  | capsule, sketch ou chronique humoristique à la radio | Les 2 minutes du peuple                                                   | lauréat    |
| 2006  | émission humoristique à la radio                     | C't'encore drôle (avec Mitsou Gélinas, Pierre Pagé et Éric Salvail)       | nomination |
| 2006  | Capsule, sketch ou chronique humoristique à la radio | Les 2 minutes du peuple                                                   | lauréat    |
| 2007  | émission humoristique à la radio                     | C't'encore drôle (avec Mitsou Gélinas, Pierre Pagé et Éric Salvail)       | nomination |
| 2008  | album d'humour de l'année                            | L'album du peuple - Tome 7                                                | lauréat    |
| 2008  | capsule, sketch ou chronique humoristique à la radio | Les 2 minutes du peuple                                                   | lauréat    |
| 2009  | capsule, sketch ou chronique humoristique à la radio | Les 2 minutes du peuple                                                   | lauréat    |
| 2010  | capsule, sketch ou chronique humoristique à la radio | Les 2 minutes du peuple                                                   | lauréat    |
| 2013  | émission humoristique à la radio                     | C't'encore drôle (avec Philippe Bond, Anaïs Favron et Pierre Pagé)        | nomination |
| 2016  | Olivier de l'année                                   | François Pérusse                                                          | nomination |
| 2023  | podcast humoristique avec script de l'année          | Le podcast de la radio du peuple (avec Mathieu Charlebois et Korine Côté) | nomination |

### Autres prix
- 13 prix et mentions honorifiques en publicité dont Le Mondial Or et le Grand Prix de L'ACCT à Marrakech (en 1996), pour Petro-Canada.[réf. souhaitée]
- 7 Rubans d'or (Association canadienne des radiodiffuseurs - ACR) pour Les 2 minutes du peuple sur le réseau Énergie.[réf. souhaitée]
- 3 prix pour Cortex Academy (film d'animation réalisé d'après l'un de ses sketchs radiophoniques : L'émotivité et la raison).[réf. souhaitée]

## Hommages et inspirations
L'humour de François Pérusse a été une source d'inspiration pour le vidéaste Frédéric Molas dans son émission web Joueur du Grenier, où on remarque la similitude de certains sketchs avec Les Deux Minutes du peuple.
François Pérusse a aussi été une source d'inspiration pour le créateur du Donjon de Naheulbeuk, Pen of Chaos.